# Viața în roz
Viața în roz este un film de scurt metraj românesc din 1969 regizat de Dan Pița.  

## Prezentare
Scurtmetrajul Viata in roz, de Dan Pita, prezinta povestea a doi baieti tineri ce incep a se urmari si intrece pe drumul lor. Nu ne este cunoscut daca cei doi se cunosteau dinainte, daca abia s-au cunoscut ori alte detalii. In schimb, ne este cunoscuta dinamica fiecarui baiat in parte. Cel ce conduce masina este un tip serios, cu intentii clare de a ajunge la destinatia dorita, iar biciclistul este un romantic, oprindu-se din drum sa prinda fluturi, sa admire padurea. 
Cei doi se urmaresc, lasandu-si in urma piedici pentru a-l incetini pe celalalt, si, poate, a se intalni din nou.
Finalul este unul dogmatic si intrigant, neclar. 